# Halové mistrovství Evropy v atletice 2009 – skok daleký žen
Skok daleký žen na halovém mistrovství Evropy v atletice 2009 se konal v italském Turíně ve dnech 6. března až 8. března 2009; dějištěm soutěže byla hala Oval Lingotto. Ve finálovém běhu zvítězila reprezentantka Estonska Ksenija Baltaová.
| Umístění         | Sportovec           | 1    | 2    | 3    | 4    | 5    | 6    | Výkon        |
| ---------------- | ------------------- | ---- | ---- | ---- | ---- | ---- | ---- | ------------ |
| Zlatá medaile    | Ksenija Baltaová    | 6,73 | 6,73 | X    | 6,87 | -    | 6,79 | 6,87 m WL NR |
| Stříbrná medaile | Jelena Sokolovová   | X    | 6,73 | 6,63 | X    | 6,81 | 6,84 | 6,84 m PB    |
| Bronzová medaile | Olga Kučerenková    | 6,78 | X    | 6,73 | 6,73 | 6,56 | 6,82 | 6,82 m       |
| 4.               | Nina Kolarič        | 6,62 | 6,51 | 6,62 | 6,48 | X    | 6,47 | 6,62 m       |
| 5.               | Taťána Vojkinová    | 6,57 | X    | X    | 5,85 | 6,37 | 6,45 | 6,57 m       |
| 6.               | Sirkka-Liisa Kivine | 6,43 | 6,47 | X    | X    | X    | 6,51 | 6,51 m       |
| 7.               | Kelly Proper        | 6,32 | X    | 5,94 | 6,37 | 6,37 | 6,18 | 6,37 m       |
| 8.               | Joanna Skibińska    | X    | X    | 6,28 | 6,18 | X    | X    | 6,28 m       |